# (3837) Carr
(3837) Carr (1981 JU2) – planetoida z grupy pasa głównego asteroid okrążająca Słońce w ciągu 3,78 lat w średniej odległości 2,42 j.a. Odkryła ją Carolyn Shoemaker 6 maja 1981 roku.